# John Edward Sulston
John Edward Sulston, FRS (Cambridge, 27 maart 1942 – Stapleford, 6 maart 2018) was een Brits bioloog. In 2002 won hij samen met Sydney Brenner en H. Robert Horvitz de Nobelprijs voor Fysiologie of Geneeskunde voor hun ontdekkingen betreffende de genetische regulatie van de orgaanontwikkeling en de geprogrammeerde celdood.

## Biografie
Sulston werd geboren in Cambridge als zoon van de Anglicaanse priester Theodore Sulston en de onderwijzeres Muriel Sulston. Hij studeerde aan het Pembroke College, alwaar hij in 1963 afstudeerde. Daarna ging hij naar het scheikundedepartement van de Universiteit van Cambridge, waar hij in 1966 zijn Ph.D. haalde met zijn onderzoek naar nucleotiden. Na zijn studie focuste hij zich geheel op biologisch onderzoek, vooral op het gebied van moleculaire biologie. Eerst werkte hij als postdoc bij het Salk Institute in de Verenigde Staten, alvorens terug te keren naar Cambridge om te gaan werken onder Sydney Brenner bij het MRC Laboratory of Molecular Biology.

## Werk
Sulston speelde een centrale rol in zowel het onderzoek naar de rondworm C. elegans als het menselijk genoom sequentieproject. Met behulp van een microscoop voorzien van speciale lenzen was hij de eerste wetenschapper die waarnam dat van 1090 cellen die door celdeling ontstaan tijdens de ontwikkeling van de rondworm uit één enkele cel er altijd 131 cellen reproduceerbaar geëlimineerd worden in een ordelijk, sequentieel proces. Uiteindelijk blijven in de volgroeide worm 959 cellen over. Dit afsterven, wat apoptose of 'geprogrammeerde celdood' wordt genoemd, is belangrijk voor de normale ontwikkeling van een organisme.
Hij zorgde voor de sequentie van C. elegans om aan te tonen dat sequentieprojecten op grote schaal mogelijk was. Tijdens het onderzoek werd hij in 1992 benoemd tot directeur van het Sanger Centre. In samenwerking met anderen heeft hij ongeveer een derde van het menselijk genoom de DNA-sequentie bepaald. Na het voltooien van de sequentie van het menselijk genoom, trok Sulston zich terug als directeur. Sindsdien zet hij zich actief in dat het werk rond het bepalen van de genetische blauwdruk publiekelijk en vrij beschikbaar blijft voor toekomstig onderzoek.
In 2007 werd bekend dat Sulston zou gaan werken bij de faculteit van Life Science aan de Universiteit van Manchester. Ook werd hij voorzitter van het Institute for Science, Ethics and Innovation, een nieuw onderzoeksinstituut dat zich focust op ethische vragen die worden opgeroepen door de wetenschap.
John Edward Sulston overleed in 2018 op 75-jarige leeftijd.